# Intel SpeedStep
L'Enhanced Intel SpeedStep Technology ou EIST représente une série de technologies (incluant SpeedStep, SpeedStep II et SpeedStep III) présente dans certains processeurs Intel qui autorise un changement dynamique de la fréquence d'horloge sur demande d'un logiciel.

## Principe
Faire fonctionner le processeur à une fréquence d'horloge très élevée permet d'obtenir de meilleures performances mais nécessite une certaine tension d'alimentation, provoquant une plus grande consommation électrique. À l'opposé lorsqu'il fonctionne à une fréquence moins élevée la tension d'alimentation du processeur peut être réduite. Ce changement de tension entraîne une baisse de la consommation électrique et donc une diminution de la dissipation thermique. Les avantages d'un tel procédé sont nombreux :
- amélioration de l'autonomie des ordinateurs portables ;
- augmentation de la durée de vie du processeur ;
- diminution des désagréments liés à un dégagement élevé de chaleur ;
- réduction des nuisances sonores liées au système de ventilation chargé de dissiper la chaleur produite.

En utilisant la technologie SpeedStep, l'utilisateur peut choisir le meilleur compromis entre l'autonomie et la performance, ou même laisser le système se charger de choisir automatiquement la fréquence la plus efficace en fonction de la charge à un instant donné.
Par exemple, un processeur Pentium M conçu pour fonctionner à une fréquence maximale de 1,5 GHz peut opérer à n'importe quelle fréquence entre 600 MHz et 1,5 GHz, par pas de 100 MHz (fonctionnalités du SpeedStep III).
Les processeurs plus anciens, comme le Pentium 4-M, posséderont moins de valeurs intermédiaires.
La technologie SpeedStep est en partie responsable de la consommation réduite des processeurs Intel Pentium M, qui est généralement présente dans des ordinateurs portables estampillés Centrino.

## Support des systèmes d'exploitation
La technologie SpeedStep est intégralement pilotée par le système d'exploitation, qui doit pouvoir prendre en charge la gestion des modifications de fréquences à la volée.

### Linux
Linux dispose d'un support complet directement intégré dans le noyau.

### Mac OS X
Avec l'arrivée des processeurs Intel dans les ordinateurs portables Apple MacBook et MacBook Pro, la technologie SpeedStep est aujourd'hui supportée par Mac OS X. Comme pour Windows XP, le changement de fréquence est à la disposition du système, qui choisira la fréquence la plus adaptée en fonction de la charge et du profil sélectionné.
Il existe également des logiciels qui permettent à l'utilisateur de définir de manière précise une fréquence donnée, comme Coolbook.

### Microsoft Windows
Sur les anciens systèmes d'exploitation Microsoft Windows, tels que Windows 2000 et plus anciens, un pilote spécifique ainsi qu'un panneau de contrôle sont nécessaires à l'utilisation du SpeedStep. Le site officiel d'Intel indique que le pilote doit impérativement provenir du constructeur de l'ordinateur, et Intel ne semble pas avoir réalisé de pilote générique dans le cas où le constructeur ne le mettrait pas à disposition.
Pour les systèmes plus récents (Windows XP et ultérieurs), le support du SpeedStep est pris en charge en natif dans le panneau de configuration. Ce procédé n'est pas des plus aisés car il nécessite de changer de profil de consommation pour avoir une influence sur la fréquence de fonctionnement du processeur.
Des solutions logicielles tierces existent pour supporter le SpeedStep de manière plus efficace, par exemple Notebook Hardware Control, un logiciel d'optimisation de consommation pour ordinateur portable qui permet de réguler directement les fréquences du processeur (ainsi que leurs tensions associées).

## Versions

### v1.1
Présente dans la seconde génération de processeurs Pentium III, cette version permet au processeur de commuter entre deux modes : haute et basse fréquence. Ce changement est réalisé par un changement du coefficient multiplicateur du processeur. La consommation d'un tel processeur, qui avoisine les 20 watts à 1 GHz, peut être réduite à 6 watts à 600 MHz.

### v2.1
Également appelée Enhanced SpeedStep, elle est présente dans les Pentium III Mobile et est similaire à la version précédente, mais utilise une tension d'alimentation plus faible pour la fréquence basse que pour la fréquence haute.

### v2.2
L'adaptation du Enhanced SpeedStep pour les Pentium 4-M permet à un processeur consommant normalement 30 watts à 1,8 GHz de ne nécessiter que 20 watts à 1,2 GHz.

### v3.1
La seconde génération de Pentium Mobile (cœur Banias, utilisé dans les plates-formes Centrino) se voit dotée d'une nouvelle version, l'EIST, qui permet au processeur de faire varier sa fréquence de 40 % à 100 % de sa fréquence nominale, par pas de 100 MHz. Avec cette version Intel introduit la variation du niveau de cache L2 à la volée, pour augmenter encore la réduction d'énergie.

### v3.2
Appelée Enhanced EIST, cette version est adaptée aux processeurs Dual-Core avec cache L2 unifié.